# Abidda
Abidda, parfois orthographié Abida, est une ancienne ville romaine située dans la province romaine d'Afrique proconsulaire ou, à la fin de l'Antiquité, dans la province de Byzacène.
L'emplacement exact de la ville n'est pas connu avec certitude mais se trouvait dans le nord de l'actuelle Tunisie ; les ruines de Henchir-Ksour-Abbeda à l'extérieur de Semta (Dzemda) ont été suggérées comme emplacement.
L'évêché titulaire d'Abidda de l'Église catholique y a été refondé.